# Rainer Köpnick
Rainer Köpnick (* 24. Dezember 1953) war Fußballtorwart in der DDR-Oberliga, der höchsten ostdeutschen Fußballklasse. Dort spielte er für Stahl Riesa.

## Sportliche Laufbahn
Der Torwart und als Elektriker ausgebildete Köpnick absolvierte seine ersten Spiele im Männerbereich 1974 bei der 2. Mannschaft des Armeesportklubs FC Vorwärts Frankfurt (Oder), die in der zweitklassigen DDR-Liga vertreten war. 1975 wechselte er für ein Jahr zum DDR-Ligisten Armeesportgemeinschaft Vorwärts Dessau. Nach seiner Entlassung aus der Armee schloss sich der 1,80 m große Köpnick 1976 dem Oberligisten Stahl Riesa an. Dort löste er im Laufe der Saison 1976/77 den bisherigen Stammtorwart Wolfgang Scharf ab und kam in seiner ersten Oberligaspielzeit auf 15 Punktspieleinsätze. Sein erstes Oberligaspiel bestritt er am 12. Saisonspieltag, dem 11. Dezember 1976, in der Begegnung Rot-Weiß Erfurt – Stahl Riesa (2:1). Am Saisonende stieg Riesa in die DDR-Liga ab, doch mit Torhüter Köpnick, der 28 der 30 ausgetragenen Liga- und Aufstiegsspiele absolvierte, kehrte die Mannschaft nach einem Jahr in die Erstklassigkeit zurück. In den folgenden drei Spielzeiten blieb Köpnick mit 74 Einsätzen in den 78 durchgeführten Oberligapunktspielen unangefochten die Nummer eins im Riesaer Tor.
Als Stahl Riesa 1981 erneut absteigen musste, wechselte der 27-jährige Köpnick nach 89 Oberligaspielen zum DDR-Liga-Aufsteiger Motor Babelsberg. Dort war er bis 1985 Stammtorwart, bis er vom fünf Jahre jüngeren Klaus Herber abgelöst wurde. Die Spielzeit 1987/88 beginnt er bei der BSG Lok/Armaturen Prenzlau, bevor er im Saisonverlauf nach Babelsberg zurückkehrt.
Bis 1990 blieb er weiterhin als Reservetorwart bei den Filmstädtern. Auch nach dem Ende des Leistungssports hielt Köpnick die Verbindung zum Nachfolgeverein SV Babelsberg 03 aufrecht, wo er sich unter anderem im Freundeskreis des Vereins engagierte. Als Freizeitsportler hütete er noch 1995 das Tor des ESV Lok Seddin in der Landesklasse Brandenburg.